# غار پاچه
غار پاچه در شهرستان دالاهو، بخش مرکزی، دهستان حومه، ۲/۵ کیلومتری شمال غربی روستای خسروآباد واقع شده و این اثر در تاریخ ۲۷ اسفند ۱۳۸۶ با شمارهٔ ثبت ۲۲۳۱۶ به‌عنوان یکی از آثار ملی ایران به ثبت رسیده است.